# Royal Military Academy di Woolwich

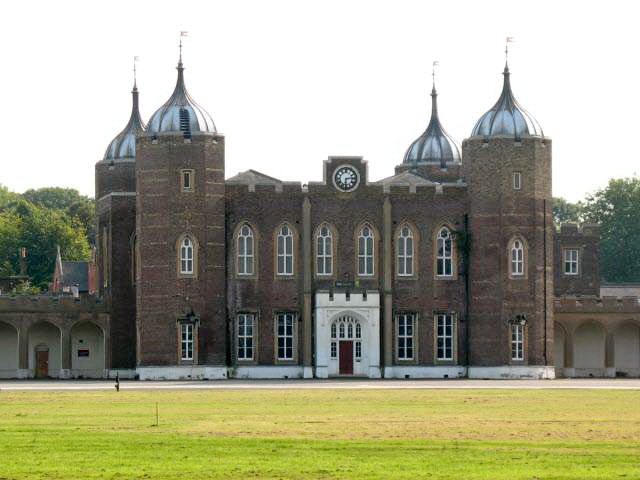
La RMA di Woolwich, usata dal 1806 al 1939

La Royal Military Academy di Woolwich (RMA), città situata a sud-est di Londra, era un'accademia militare dell'esercito britannico che formava gli ufficiali della Royal Artillery e i Royal Engineers. Successivamente si diplomarono anche gli ufficiali dei Royal Corps of Signals e di altri corpi tecnici.

## Storia
La Royal Military Academy Woolwich fu fondata nel 1741: era stata costruita per formare "buoni ufficiali di Artiglieria e ingegneri perfetti". Prima di diventare accademia la scuola di Woolwich era comunemente conosciuta come "Il negozio", perché il suo primo edificio era un'officina del Woolwich Arsenal, poi convertita per ospitarlo. A trasformare il precedente istituto fu il primo direttore (Chief Master) John Müller, matematico e architetto militare tedesco che convertì la scuola in una accademia di cadetti insieme al matematico britannico Thomas Simpson.
Un edificio più grande fu progettato specificamente per l'RMA da James Wyatt, costruito fra il 1796 e il 1805 e aperto per l'uso l'anno seguente.
L'RMA Woolwich chiuse nel 1939 e nel 1947 fu fondata la Royal Military Academy Sandhurst sul luogo del vecchio Royal Military College a Sandhurst (che precedentemente aveva formato ufficiali solo per la fanteria e la cavalleria) con l'obiettivo di provvedere alla formazione di ufficiali per tutti gli eserciti e i servizi.
Durkan Group comprò il terreno del Woolwich da un'asta pubblica nel 2006. Gli edifici di Woolwich da allora sono stati cambiati ed estesi in 334 case ed appartamenti, di cui 150 per una housing association.

## Comandanti
- 1873 Maggior generale John Miller Adye
- 1901 Maggior generale F. T. Lloyd, CB (Governor and Commandant)
- 1901-? Maggior generale R. H. Jelf, CMG (Governor and Commandant)
- 1912–1914 Brigadier generale Arthur Holland
- 1914–1918 Maggior generale William Cleeve
- 1918–1920 Maggior generale Geoffrey White
- 1920–1924 Maggior generale Webb Gillman
- 1924–1926 Maggior generale Ronald Charles
- 1926–1930 Maggior generale Hugo De Pree
- 1930–1934 Maggior generale Cyril Wagstaff
- 1934–1938 Maggior generale Arthur Goschen
- 1938–1939 Maggior generale Philip Neame